# Toxopsiella horningi
Toxopsiella horningi är en spindelart som beskrevs av Forster 1979. Toxopsiella horningi ingår i släktet Toxopsiella och familjen Cycloctenidae. Inga underarter finns listade i Catalogue of Life.